# Tenesar
Tenesar es una localidad española del municipio de Tinajo, situado en la isla de Lanzarote, perteneciente a la provincia de Las Palmas, en la comunidad autónoma de Canarias.

## Historia
Hacia mediados del siglo XIX, el lugar ya pertenecía a Tinajo. Aparece descrito en el decimocuarto volumen del Diccionario geográfico-estadístico-histórico de España y sus posesiones de Ultramar de Pascual Madoz con las siguientes palabras:

TENESAR: térm. y montaña de la isla de Lanzarote, prov. de Canarias, part. jud. de Teguise, térm. jurisd. de Tinajo. Confina por N. con el mar; E. con el térm. de Tinajo; S. con el de Tilamar, y O. con un mar de lava volcánica: hace cosa de 1500 años que la montaña de Tenesar fue un horrible cráter de 1/2 leg. de N. á S. Este térm. es muy árido y tiene muy poca tierra vejetal, pero la necesidad obliga á los dueños de las tierras á roturarlas en los años que hay invierno; y entonces produce alguna yerba de pastos para la cria y manutencion del ganado cabrio y de labor. EL mar de esta parte de la isla, de mucha nombradía por su bravura, y cuyas olas baten al pie de un fronton de riscos perpendiculares, es temible su aspecto, y sus bramidos se oyen de toda la isla, cuando reinan los vientos bonancibles de N. ó NO. En dichos ricos está aun la cueva que servia de habitacion á la muy nombrada Ana Viciosa.
(Madoz, 1849, p. 703)

En 2023, el núcleo de población, encuadrado dentro de la entidad singular de población de Tinajo, tenía empadronados 22 habitantes.